# Tris Coffin
Tris Coffin (13 de agosto de 1909–26 de marzo de 1990) fue un actor cinematográfico y televisivo estadounidense que trabajó desde finales de la década de 1930 hasta la de 1970, usualmente en producciones del género western o de aventuras.

## Biografía
Su nombre completo era Tristram Coffin, y nació en la comunidad minera de Mammoth, Utah, criándose en Salt Lake City. Empezó a actuar mientras estudiaba en la high school, entrando más adelante a formar parte de compañías teatrales de repertorio. Consiguió el título de bachelor of arts en oratoria por la Universidad de Washington en Seattle, Washington. Trabajó como analista de noticias y comentarista deportivo hasta que fue descubierto por un cazatalentos de Hollywood. Su aspecto imperturbable fue un factor que jugó a su favor en el desarrollo de su carrera interpretativa.
En 1940 Coffin trabajó como Phillips, junto a Milburn Stone y I. Stanford Jolley, en Chasing Trouble, una comedia de espionaje. Es conocido por su papel de Jeff King en la producción de Republic Pictures King of the Rocket Men, el primero de tres seriales protagonizados por el personaje "Rocketman". 
En 1955, junto a Peter Graves, William Schallert, y Tyler McVey actuó en el episodio "The Man Who Tore Down the Wall", dentro de la producción de NBC Hallmark Hall of Fame. También fue artista invitado en la serie Aventuras de Superman, en ocasiones encarnando a villanos, y en otras a personajes "buenos".
También actuó en el primer episodio de El llanero solitario, interpretando al Capitán Reid de los Rangers de Texas. Entre 1951 y 1955 actuó ocho veces como Coronel Culver en la serie televisiva de Bill Williams The Adventures of Kit Carson. Además encarnó en nueve ocasiones al banquero Tom Barton en la serie western The Cisco Kid, protagonizada por Duncan Renaldo y Leo Carrillo. En 1956 Coffin hizo diferentes papeles en seis capítulos del show Judge Roy Bean, con los actores Edgar Buchanan, Jack Buetel y Jackie Loughery.
Coffin tuvo su propia serie, 26 Men, en la que interpretaba a un personaje real, el Capitán Thomas H. Rynning, de los Arizona Rangers, en los días finales del "Viejo Oeste", antes de que Arizona fuera declarada Estado en 1912. Kelo Henderson actuaba con Coffin en el papel de Ayudante Clint Travis.
Otra de las actuaciones televisivas de Coffin fue la que hizo en el episodio de Climax! Escape From Fear en 1955.  
En 1966 participó en el episodio 11 de Batman.
Coffin falleció en 1990 a causa de un cáncer de pulmón en Santa Mónica (California). Fue incinerado y sus cenizas esparcidas.